# 鹫珠鸡
鹫珠鸡（学名：Acryllium vulturinum）是珠鸡科中体形最大的一种，是單屬種，因头颈部像兀鹫而得名。分布于非洲东南部，包括索马里、肯尼亚、埃塞俄比亚、坦桑尼亚。以各种植物的种子和小型动物为食。栖息于森林和草原地区，繁茂的灌木丛和林缘地面。